# Taxithelium uematsui
Taxithelium uematsui là một loài rêu trong họ Sematophyllaceae. Loài này được Broth. ex Iisiba mô tả khoa học đầu tiên năm 1929.